# 이여혐
이여혐(李汝香+兼, 1581년 ~ ?)은 조선 중기의 학자, 임진왜란 때의 의병장이다. 자(字)는 자실(子實), 본관은 우계(羽溪)이다. 아버지는 성균관생원이자 임진왜란 때의 의병장 이흥문이고, 어머니는 선성김씨(예안김씨)로 문절공 김담의 4대손 사섬시첨정 증 승지 김윤의(金允誼)의 딸이다. 도은 권호신(陶隱 權虎臣)의 문인이다. 영천(현, 영주시 출신)

## 생애
영천군 이부석면 석남리 출신이다. 아버지는 성균관생원이자 임진왜란 때의 의병장 이흥문이고, 어머니는 선성김씨(예안김씨)로 문절공 김담의 4대손 사섬시첨정 증 승지 김윤의(金允誼)의 딸이다. 고조부는 단종 폐위에 분개하여 관직을 버리고 영천 도촌으로 낙향한 도촌 이수형이고, 증조부 감역 이성근이 봉화 도촌에서 영주 부석면으로 이주해왔다. 그의 증조부 이성근 외에도 종증조부 이양근, 이성근 등도 도촌에서 영주로 이주해왔다.
영주의 학자 도은 권호신(陶隱 權虎臣)의 문하에서 수학하였다. 권호신의 아들 동암 권성오(東巖 權省吾)의 저서 동암문집 권4(東巖文集 卷之四)의 잡저(雜著)편에 "선친(권호신)께서는 삼송선생을 스승으로 모시고 爲己之學을 배우고, 어버이를 모시는 여가에 후진을 가르치셨다. 때를 같이 하여 배운 사람으로 학사 김응조(鶴沙 金應祖), 아양 금시해(峩洋 琴是諧), 이광계(李光啓)는 나와 나이도 같고 학문도 같이 하였다. 이여혐(李汝香+兼), 김응조(金慶祖), 금시조(琴是調), 이광전(李光前), 이성건(李成健)은 나이가 비슷하면서 학문을 같이 하였다. 정자 김연조(正字 金延祖)은 수업은 하였지만 함께 어울리지는 않았다. 김염조(金念祖)는 가장 늦게 문하에 오른 사람이다. 사마시에 합격한 사람이 열 명이고, 대과에 급제한 사람이 세 명이다.(先君旣受業松門以師之心爲己之心. 養親之暇. 訓誨後生. 同時受學者凡十一人. 分三隊而敎之. 如金鶴沙應祖琴峩洋是諧李兄光啓及我四人. 年同而學同. 如李兄汝馦金宐寧慶祖琴寧海是調李兄光前李兄成健五人. 年相若而同學. 如金正字延祖獨受業而不同隊. 安山金君念祖最晚登門 大都得司馬者十人 而兼大科者三人,)"라 하였다. 권호신은 그의 인척도 되었는데 권호신의 동생 권준신이 종증조 이대근의 손자이자 그의 7촌 아저씨 이효량의 사위였다.
교류하던 친구로는 김응조, 친척 이광전, 이성건, 스승 권호신의 아들 동암 권성오 등이 있었다. 1609년(광해군 1년) 증광과(增廣試) 생원에 3등(三等) 45위로 입격해 생원이 되었다. 그는 관직에 나가지 않고 초야에 살았으며, 인목대비 폐비와 영창대군 처벌을 반대하던 친척 형 이여빈을 찾아 교류하였다.
정묘호란 때 의병장(義兵將)이 되어 순흥지역에서 창의하였다. 이는 순흥지, 재향지에 언급되어 있다.

## 참고 문헌
- 도은문집
- 동암선생문집
- 삼송선생일고